# Matiaška
Matiaška este o comună slovacă, aflată în districtul Vranov nad Topľou din regiunea Prešov. Localitatea se află la altitudinea de 217 m deasupra n.m., se întinde pe o suprafață de 12,29 km2 și în 2017 număra 279 de locuitori.

## Istoric
Localitatea Matiaška este atestată documentar din 1363.

## Demografie
| An:                | 1994 | 2004   | 2014   | 2024   |
| ------------------ | ---- | ------ | ------ | ------ |
| Număr de persoane: | 273  | 270    | 286    | 291    |
| Diferență:         |      | −1,09% | +5,92% | +1,74% |

| An:                | 2023 | 2024   |
| ------------------ | ---- | ------ |
| Număr de persoane: | 293  | 291    |
| Diferență:         |      | −0,68% |